# Enterodictyon
Enterodictyon — рід грибів родини Roccellaceae. Назва вперше опублікована 1892 року.

## Класифікація
До роду Enterodictyon відносять 5 видів:
- Enterodictyon indicum
- Enterodictyon knightii
- Enterodictyon mexicanum
- Enterodictyon oblongellum
- Enterodictyon velatum